# Revenge Body with Khloé Kardashian
Revenge Body with Khloé Kardashian es un programa de telerrealidad estadounidense protagonizada por Khloé Kardashian que se estrenó en E!, el 12 de enero de 2017. Anunciada el 16 de diciembre de 2015, la serie presenta a dos personas en cada episodio que se renuevan con la ayuda de entrenadores personales y estilistas que conducen a una «gran transformación por dentro y por fuera». Un episodio de vista previa especial se emitió el 23 de noviembre de 2016. El 18 de abril de 2017, E! renovó el programa para una segunda temporada que se estrenó el 7 de enero de 2018. El 3 de mayo de 2019, E! renovó el programa para una tercera temporada, que se estrenó el 7 de julio de 2019.

## Episodios
| Temporada | Temporada | Episodios | Estados Unidos      | Estados Unidos       |
| Temporada | Temporada | Episodios | Comienzo            | Final                |
| --------- | --------- | --------- | ------------------- | -------------------- |
|           | 1         | 8         | 12 de enero de 2017 | 2 de febrero de 2017 |
|           | 2         | 8         | 7 de enero de 2018  | 4 de marzo de 2018   |
|           | 3         | 8         | 7 de julio de 2019  | 25 de agosto de 2019 |

## Transmisión
A nivel internacional, la serie debutó en Australia, Europa y Asia en transmisión simultánea con el estreno en Estados Unidos el 13 de enero de 2017. Fue transmitida en Australia por E! (FOXTEL).

## Versiones internacionales
Grecia: Open TV compró los derechos de Revenge Body para Grecia y Chipre y anunció una adaptación en griego, que se estrenó el 16 de marzo de 2019. Fue presentada por Ioanna Lili.